# Komorica
Koordinati:   43°39′00″N, 15°50′22″E
Komorica je majhen nenaseljen otoček v Jadranskem morju. Pripada Hrvaški.
Komorica, na kateri stoji svetilnik, leži okoli 2,5 km jugozahodno od rta Rat na otoku Zlarinu. Površina otočka meri 0,047 km². Dolžina obalnega pasu je 0,85 km. Najvišji vrh je visok 25 mnm.
Iz pomorske karte je razvidno, da svetilnik oddaja svetlobni signal: R Bl(2) 8s.
Nazivni domet svetilnika je 5 milj.